# Apoxyptilus
Apoxyptilus là một chi bướm đêm thuộc họ Pterophoridae chỉ có một loài, Apoxyptilus anthites, có ở Kenya, Nam Phi, Tanzania và Uganda.
Sải cánh khoảng 9–11 mm.
Ấu trùng ăn chồi của loài Dombeya emarginata.

## Từ nguyên học
Về mặt từ nguyên thì tên gọi Apoxyptilus cho thấy chi này không có liên hệ với Oxyptilus.